# Cocio

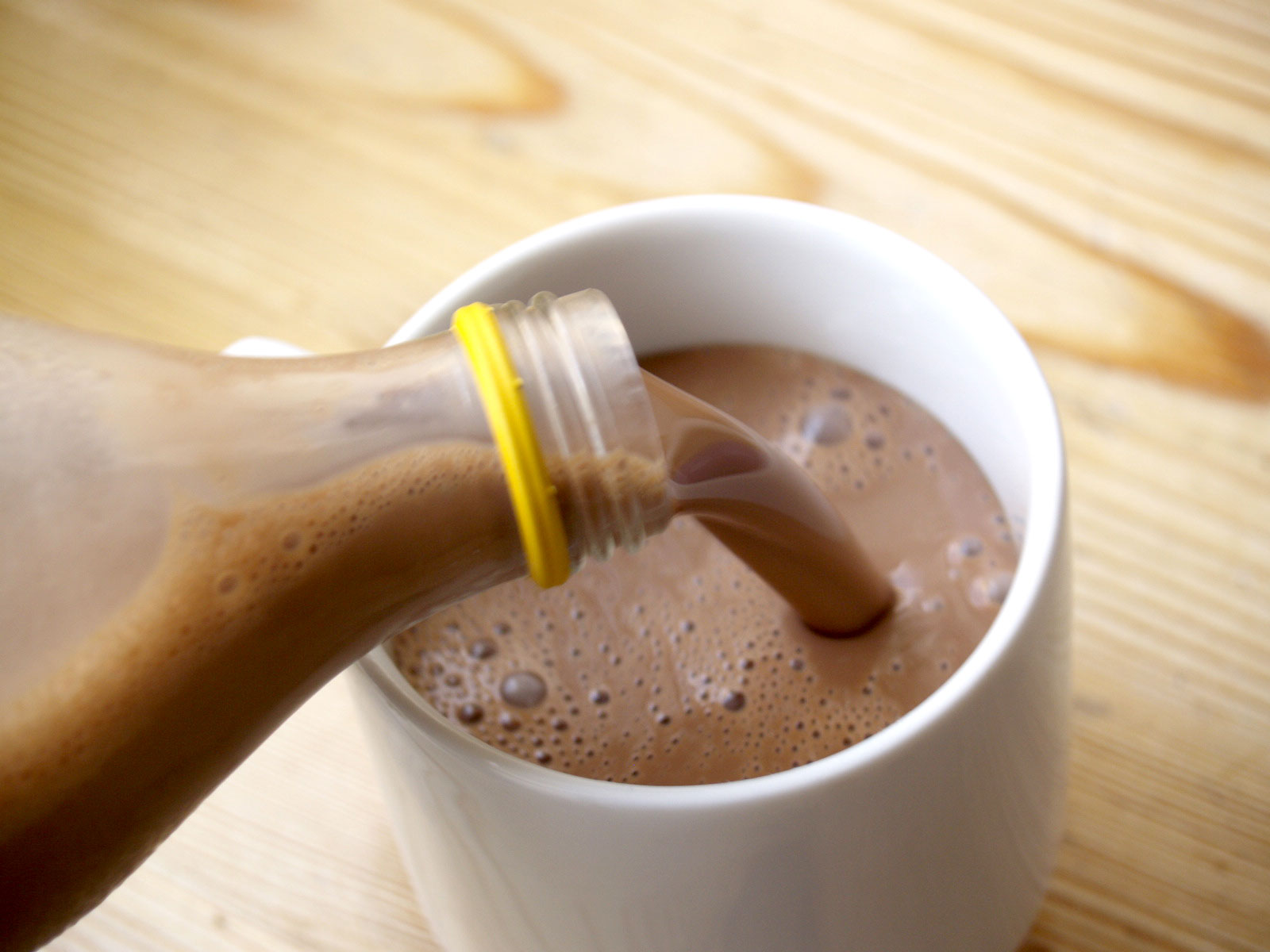
Cocio

Cocio är en chokladdryck som produceras i Esbjerg i Danmark. Cocio grundades 1951 av Anker Pallesen. I Sverige saluförs smakerna "Cocio Classic" och "Cocio Dark".

## Smaker i Danmark
- Cocio Classic
- Cocio Økologisk
- Cocio Light
- Cocio Mørk
- Cocio Chokokaffe
- Congo

Diplom-Is hade säsongen 2008 en glasspinne med cocio-smak.